# Iso Pirttisaari (ö i Norra Österbotten)
Iso Pirttisaari är en ö i Finland. Den ligger i sjön Puhosjärvi och i kommunen Pudasjärvi i den ekonomiska regionen  Oulunkaari  och landskapet Norra Österbotten, i den centrala delen av landet, 600 km norr om huvudstaden Helsingfors. Öns area är 24,4 hektar och dess största längd är 0,7 kilometer i sydöst-nordvästlig riktning.